# Juego de las Estrellas de la Major League Soccer 2017

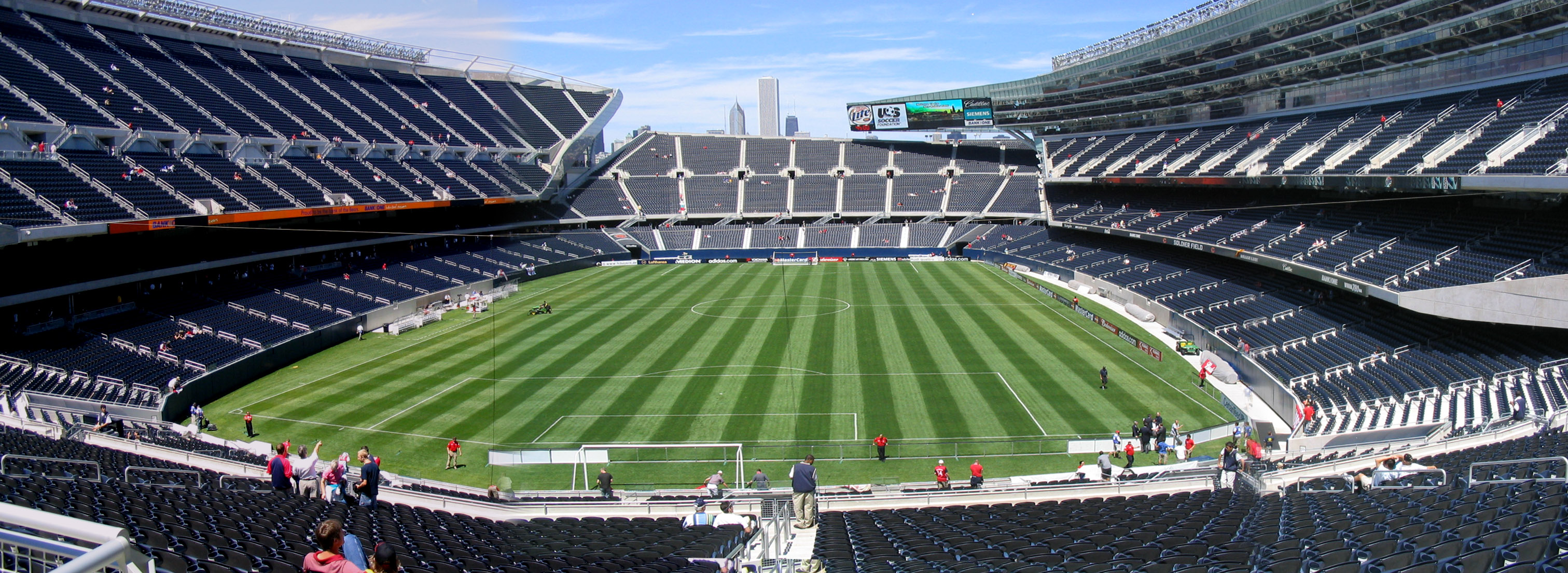
Soldier Field

El Juego de las Estrellas de la Major League Soccer 2017 fue la 22.ª edición del Juego de las Estrellas de la Major League Soccer, se jugó el 2 de agosto de 2017 entre el Equipo de estrellas de la Major League Soccer y el Real Madrid Club de Fútbol de España. El partido se disputó en el Soldier Field en Chicago, Illinois.
El Real Madrid ganó el encuentro en la tanda de penaltis por 4-2, luego de empatar 1-1.
| Bandera de Estados Unidos · Bandera de Canadá | vs. | Bandera de España              |
| Major League Soccer 1 2                       | vs. | Real Madrid Club de Fútbol 1 4 |

## El Partido
| 1     | POR   | Tim Howard             | 45' |
| 8     | DEF   | Graham Zusi            | 45' |
| 16    | DEF   | Johan Kappelhof        | 45' |
| 37    | DEF   | Jelle Van Damme        | 45' |
| 15    | DEF   | Greg Garza             | 7'  |
| 4     | MED   | Michael Bradley        | 45' |
| 31    | MED   | Bastian Schweinsteiger | 45' |
| 10    | MED   | Kaká                   | 45' |
| 7     | DEL   | David Villa            | 45' |
| 17    | DEL   | Jozy Altidore          | 31' |
| 44    | DEL   | Sebastian Giovinco     | 45' |
| D. T. | D. T. | Veljko Paunović        |     |

| 1     | POR   | Keylor Navas    | 45' |
| 15    | DEF   | Theo Hernández  | 61' |
| 4     | DEF   | Sergio Ramos    | 45' |
| 6     | DEF   | Nacho           | 72' |
| 34    | DEF   | Achraf Hakimi   | 61' |
| 8     | MED   | Toni Kroos      | 45' |
| 18    | MED   | Marcos Llorente | 61' |
| 22    | MED   | Isco            | 61' |
| 20    | DEL   | Marco Asensio   | 61' |
| 21    | DEL   | Borja Mayoral   | 61' |
| 17    | DEL   | Lucas Vázquez   | 72' |
| D. T. | D. T. | Zinedine Zidane |     |

| 24 | Guardameta     | Stefan Frei        | 45' |
| 12 | Defensa        | DaMarcus Beasley   | 7'  |
| 3  | Defensa        | Michael Parkhurst  | 45' |
| 2  | Defensa        | Hernán Grana       | 45' |
| 21 | Defensa        | Matt Hedges        | 45' |
| 23 | Defensa        | Kellyn Acosta      | 45' |
| 11 | Centrocampista | Giovani dos Santos | 62' |
| 6  | Centrocampista | Dax McCarty        | 73' |
| 9  | Centrocampista | Diego Valeri       | 45' |
| 26 | Centrocampista | Miguel Almirón     | 45' |
| 28 | Delantero      | Ignacio Piatti     | 31' |
| 14 | Delantero      | Dom Dwyer          | 45' |
| 22 | Delantero      | Nemanja Nikolić    | 45' |

| 13 | Guardameta     | Kiko Casilla   | Entró |
| 25 | Guardameta     | Rubén Yáñez    | 45'   |
| 25 | Guardameta     | Luca Zidane    | 72'   |
| 2  | Defensa        | Dani Carvajal  | 61'   |
| 5  | Defensa        | Raphaël Varane | Entró |
| 16 | Defensa        | Mateo Kovačić  | 61'   |
| 3  | Defensa        | Jesús Vallejo  | 45'   |
| 27 | Defensa        | Álvaro Tejero  | 72'   |
| 10 | Centrocampista | Luka Modrić    | Entró |
| 12 | Centrocampista | Marcelo        | 61'   |
| 14 | Centrocampista | Casemiro       | 61'   |
| 24 | Centrocampista | Dani Ceballos  | 45'   |
| 32 | Delantero      | Óscar          | 72'   |

| 87' | Dom Dwyer | 1 - 1 |

| 0 - 1 | Borja Mayoral | 33' |

| Fallo de penal · Fallo de penal · Acierto de penal · Acierto de penal | Dom Dwyer Giovani dos Santos Diego Valeri Miguel Almirón | 0 - 0 0 - 1 1 - 2 2 - 3 |

| 0 - 1 0 - 2 1 - 3 2 - 4 | Karim Benzema Gareth Bale Mateo Kovačić Marcelo | Acierto de penal · Acierto de penal · Acierto de penal · Acierto de penal |

| Principal  | Allen Chapman      |
| Asistentes | Adam Wienckowski   |
|            | Jeremy Hanson      |
| Cuarto     | José Carlos Rivero |

| 1     | POR   | Tim Howard             | 45' |
| 8     | DEF   | Graham Zusi            | 45' |
| 16    | DEF   | Johan Kappelhof        | 45' |
| 37    | DEF   | Jelle Van Damme        | 45' |
| 15    | DEF   | Greg Garza             | 7'  |
| 4     | MED   | Michael Bradley        | 45' |
| 31    | MED   | Bastian Schweinsteiger | 45' |
| 10    | MED   | Kaká                   | 45' |
| 7     | DEL   | David Villa            | 45' |
| 17    | DEL   | Jozy Altidore          | 31' |
| 44    | DEL   | Sebastian Giovinco     | 45' |
| D. T. | D. T. | Veljko Paunović        |     |

| 1     | POR   | Keylor Navas    | 45' |
| 15    | DEF   | Theo Hernández  | 61' |
| 4     | DEF   | Sergio Ramos    | 45' |
| 6     | DEF   | Nacho           | 72' |
| 34    | DEF   | Achraf Hakimi   | 61' |
| 8     | MED   | Toni Kroos      | 45' |
| 18    | MED   | Marcos Llorente | 61' |
| 22    | MED   | Isco            | 61' |
| 20    | DEL   | Marco Asensio   | 61' |
| 21    | DEL   | Borja Mayoral   | 61' |
| 17    | DEL   | Lucas Vázquez   | 72' |
| D. T. | D. T. | Zinedine Zidane |     |

| 24 | Guardameta     | Stefan Frei        | 45' |
| 12 | Defensa        | DaMarcus Beasley   | 7'  |
| 3  | Defensa        | Michael Parkhurst  | 45' |
| 2  | Defensa        | Hernán Grana       | 45' |
| 21 | Defensa        | Matt Hedges        | 45' |
| 23 | Defensa        | Kellyn Acosta      | 45' |
| 11 | Centrocampista | Giovani dos Santos | 62' |
| 6  | Centrocampista | Dax McCarty        | 73' |
| 9  | Centrocampista | Diego Valeri       | 45' |
| 26 | Centrocampista | Miguel Almirón     | 45' |
| 28 | Delantero      | Ignacio Piatti     | 31' |
| 14 | Delantero      | Dom Dwyer          | 45' |
| 22 | Delantero      | Nemanja Nikolić    | 45' |

| 13 | Guardameta     | Kiko Casilla   | Entró |
| 25 | Guardameta     | Rubén Yáñez    | 45'   |
| 25 | Guardameta     | Luca Zidane    | 72'   |
| 2  | Defensa        | Dani Carvajal  | 61'   |
| 5  | Defensa        | Raphaël Varane | Entró |
| 16 | Defensa        | Mateo Kovačić  | 61'   |
| 3  | Defensa        | Jesús Vallejo  | 45'   |
| 27 | Defensa        | Álvaro Tejero  | 72'   |
| 10 | Centrocampista | Luka Modrić    | Entró |
| 12 | Centrocampista | Marcelo        | 61'   |
| 14 | Centrocampista | Casemiro       | 61'   |
| 24 | Centrocampista | Dani Ceballos  | 45'   |
| 32 | Delantero      | Óscar          | 72'   |

| 87' | Dom Dwyer | 1 - 1 |

| 0 - 1 | Borja Mayoral | 33' |

| Fallo de penal · Fallo de penal · Acierto de penal · Acierto de penal | Dom Dwyer Giovani dos Santos Diego Valeri Miguel Almirón | 0 - 0 0 - 1 1 - 2 2 - 3 |

| 0 - 1 0 - 2 1 - 3 2 - 4 | Karim Benzema Gareth Bale Mateo Kovačić Marcelo | Acierto de penal · Acierto de penal · Acierto de penal · Acierto de penal |

| Principal  | Allen Chapman      |
| Asistentes | Adam Wienckowski   |
|            | Jeremy Hanson      |
| Cuarto     | José Carlos Rivero |

| 1     | POR   | Tim Howard             | 45' |
| 8     | DEF   | Graham Zusi            | 45' |
| 16    | DEF   | Johan Kappelhof        | 45' |
| 37    | DEF   | Jelle Van Damme        | 45' |
| 15    | DEF   | Greg Garza             | 7'  |
| 4     | MED   | Michael Bradley        | 45' |
| 31    | MED   | Bastian Schweinsteiger | 45' |
| 10    | MED   | Kaká                   | 45' |
| 7     | DEL   | David Villa            | 45' |
| 17    | DEL   | Jozy Altidore          | 31' |
| 44    | DEL   | Sebastian Giovinco     | 45' |
| D. T. | D. T. | Veljko Paunović        |     |

| 1     | POR   | Keylor Navas    | 45' |
| 15    | DEF   | Theo Hernández  | 61' |
| 4     | DEF   | Sergio Ramos    | 45' |
| 6     | DEF   | Nacho           | 72' |
| 34    | DEF   | Achraf Hakimi   | 61' |
| 8     | MED   | Toni Kroos      | 45' |
| 18    | MED   | Marcos Llorente | 61' |
| 22    | MED   | Isco            | 61' |
| 20    | DEL   | Marco Asensio   | 61' |
| 21    | DEL   | Borja Mayoral   | 61' |
| 17    | DEL   | Lucas Vázquez   | 72' |
| D. T. | D. T. | Zinedine Zidane |     |

| 24 | Guardameta     | Stefan Frei        | 45' |
| 12 | Defensa        | DaMarcus Beasley   | 7'  |
| 3  | Defensa        | Michael Parkhurst  | 45' |
| 2  | Defensa        | Hernán Grana       | 45' |
| 21 | Defensa        | Matt Hedges        | 45' |
| 23 | Defensa        | Kellyn Acosta      | 45' |
| 11 | Centrocampista | Giovani dos Santos | 62' |
| 6  | Centrocampista | Dax McCarty        | 73' |
| 9  | Centrocampista | Diego Valeri       | 45' |
| 26 | Centrocampista | Miguel Almirón     | 45' |
| 28 | Delantero      | Ignacio Piatti     | 31' |
| 14 | Delantero      | Dom Dwyer          | 45' |
| 22 | Delantero      | Nemanja Nikolić    | 45' |

| 13 | Guardameta     | Kiko Casilla   | Entró |
| 25 | Guardameta     | Rubén Yáñez    | 45'   |
| 25 | Guardameta     | Luca Zidane    | 72'   |
| 2  | Defensa        | Dani Carvajal  | 61'   |
| 5  | Defensa        | Raphaël Varane | Entró |
| 16 | Defensa        | Mateo Kovačić  | 61'   |
| 3  | Defensa        | Jesús Vallejo  | 45'   |
| 27 | Defensa        | Álvaro Tejero  | 72'   |
| 10 | Centrocampista | Luka Modrić    | Entró |
| 12 | Centrocampista | Marcelo        | 61'   |
| 14 | Centrocampista | Casemiro       | 61'   |
| 24 | Centrocampista | Dani Ceballos  | 45'   |
| 32 | Delantero      | Óscar          | 72'   |

| 87' | Dom Dwyer | 1 - 1 |

| 0 - 1 | Borja Mayoral | 33' |

| Fallo de penal · Fallo de penal · Acierto de penal · Acierto de penal | Dom Dwyer Giovani dos Santos Diego Valeri Miguel Almirón | 0 - 0 0 - 1 1 - 2 2 - 3 |

| 0 - 1 0 - 2 1 - 3 2 - 4 | Karim Benzema Gareth Bale Mateo Kovačić Marcelo | Acierto de penal · Acierto de penal · Acierto de penal · Acierto de penal |

| Principal  | Allen Chapman      |
| Asistentes | Adam Wienckowski   |
|            | Jeremy Hanson      |
| Cuarto     | José Carlos Rivero |

| 1     | POR   | Tim Howard             | 45' |
| 8     | DEF   | Graham Zusi            | 45' |
| 16    | DEF   | Johan Kappelhof        | 45' |
| 37    | DEF   | Jelle Van Damme        | 45' |
| 15    | DEF   | Greg Garza             | 7'  |
| 4     | MED   | Michael Bradley        | 45' |
| 31    | MED   | Bastian Schweinsteiger | 45' |
| 10    | MED   | Kaká                   | 45' |
| 7     | DEL   | David Villa            | 45' |
| 17    | DEL   | Jozy Altidore          | 31' |
| 44    | DEL   | Sebastian Giovinco     | 45' |
| D. T. | D. T. | Veljko Paunović        |     |

| 1     | POR   | Keylor Navas    | 45' |
| 15    | DEF   | Theo Hernández  | 61' |
| 4     | DEF   | Sergio Ramos    | 45' |
| 6     | DEF   | Nacho           | 72' |
| 34    | DEF   | Achraf Hakimi   | 61' |
| 8     | MED   | Toni Kroos      | 45' |
| 18    | MED   | Marcos Llorente | 61' |
| 22    | MED   | Isco            | 61' |
| 20    | DEL   | Marco Asensio   | 61' |
| 21    | DEL   | Borja Mayoral   | 61' |
| 17    | DEL   | Lucas Vázquez   | 72' |
| D. T. | D. T. | Zinedine Zidane |     |

| 24 | Guardameta     | Stefan Frei        | 45' |
| 12 | Defensa        | DaMarcus Beasley   | 7'  |
| 3  | Defensa        | Michael Parkhurst  | 45' |
| 2  | Defensa        | Hernán Grana       | 45' |
| 21 | Defensa        | Matt Hedges        | 45' |
| 23 | Defensa        | Kellyn Acosta      | 45' |
| 11 | Centrocampista | Giovani dos Santos | 62' |
| 6  | Centrocampista | Dax McCarty        | 73' |
| 9  | Centrocampista | Diego Valeri       | 45' |
| 26 | Centrocampista | Miguel Almirón     | 45' |
| 28 | Delantero      | Ignacio Piatti     | 31' |
| 14 | Delantero      | Dom Dwyer          | 45' |
| 22 | Delantero      | Nemanja Nikolić    | 45' |

| 13 | Guardameta     | Kiko Casilla   | Entró |
| 25 | Guardameta     | Rubén Yáñez    | 45'   |
| 25 | Guardameta     | Luca Zidane    | 72'   |
| 2  | Defensa        | Dani Carvajal  | 61'   |
| 5  | Defensa        | Raphaël Varane | Entró |
| 16 | Defensa        | Mateo Kovačić  | 61'   |
| 3  | Defensa        | Jesús Vallejo  | 45'   |
| 27 | Defensa        | Álvaro Tejero  | 72'   |
| 10 | Centrocampista | Luka Modrić    | Entró |
| 12 | Centrocampista | Marcelo        | 61'   |
| 14 | Centrocampista | Casemiro       | 61'   |
| 24 | Centrocampista | Dani Ceballos  | 45'   |
| 32 | Delantero      | Óscar          | 72'   |

| 87' | Dom Dwyer | 1 - 1 |

| 0 - 1 | Borja Mayoral | 33' |

| Fallo de penal · Fallo de penal · Acierto de penal · Acierto de penal | Dom Dwyer Giovani dos Santos Diego Valeri Miguel Almirón | 0 - 0 0 - 1 1 - 2 2 - 3 |

| 0 - 1 0 - 2 1 - 3 2 - 4 | Karim Benzema Gareth Bale Mateo Kovačić Marcelo | Acierto de penal · Acierto de penal · Acierto de penal · Acierto de penal |

| Principal  | Allen Chapman      |
| Asistentes | Adam Wienckowski   |
|            | Jeremy Hanson      |
| Cuarto     | José Carlos Rivero |